# 罗巴索梅罗
罗巴索梅罗（義大利語：Robassomero），是意大利都灵省的一个市镇。总面积8平方公里，人口3019人，人口密度377.4人/平方公里（2009年）。ISTAT代码为001220。